# Hulluch
 Hulluch  es una población y comuna francesa, situada en la región de Norte-Paso de Calais, departamento de Paso de Calais, en el distrito de Lens y cantón de Wingles.

## Demografía
| 3837 | 3995 | 3828 | 3160 | 3005 | 2971 |
| Para los censos de 1962 a 1999 la población legal corresponde a la población sin duplicidades (Fuente: INSEE [Consultar]) |      |      |      |      |      |